# Duganella radicis
Duganella radicis es una bacteria gramnegativa del género Duganella. Fue descrita en el año 2013. Su etimología hace referencia a raíz. Es aerobia y móvil. Tiene un tamaño de 0,32-0,39 μm de ancho por 1,18-1,21 μm de largo. Forma colonias secas, viscosas, blancas y convexas en agar AMS y R2A. Temperatura de crecimiento entre 15-37 °C, óptima de 30 °C. Catalasa positiva y oxidasa negativa. Es resistente a ampicilina, ácido nalidíxico, bacitracina, cefotaxima, cloranfenicol, penicilina, vancomicina y cefalosporina. Sensible a estreptomicina, tetraciclina, gentamicina, kanamicina, doxiciclina, eritromicina, rifampicina, novobiocina y trimetoprim. Tiene un contenido de G+C de 54,9%. Se ha aislado de raíces de la caña de azúcar (Saccharum officinarum) en la India. 